# Guettarda rhamnifolia
Guettarda rhamnifolia är en måreväxtart som beskrevs av Paul Carpenter Standley. Guettarda rhamnifolia ingår i släktet Guettarda och familjen måreväxter. Inga underarter finns listade i Catalogue of Life.